# كاحب

تعديل مصدري - تعديل

كاحب هي إحدى حارات حي الظهار بمدينة إب اليمنية، بلغ تعداد سكانها 2163 نسمة حسب تعداد اليمن لعام 2004.